# Lecidella scabra
Lecidella scabra är en lavart som först beskrevs av Taylor, och fick sitt nu gällande namn av Hertel & Leuckert. Lecidella scabra ingår i släktet Lecidella och familjen Lecanoraceae.  Arten är reproducerande i Sverige. Inga underarter finns listade i Catalogue of Life.